# Vlad Moldoveanu
Vlad Moldoveanu, né le 11 février 1988 à Bucarest (Roumanie), est un joueur roumain de basket-ball professionnel. Il mesure 2,03 m, et évolue au poste d'ailier fort.

## Biographie
En août 2012, il s'engage avec Le Havre.
En mai 2014, il remporte le championnat d'Estonie avec BC Kalev et est nommé meilleur joueur de la finale.
Le 20 juin 2016, son arrivée est annoncée en Roumanie puisqu'il signe à U-Banca Transilvania.

## Palmarès
- Champion d'Estonie : 2014
- MVP du Championnat d'Estonie en 2014
- Champion de Pologne : 2016
- Champion de Roumanie : 2017
- Coupe de Roumanie : 2017